# Dogoj
Dogoj (ros. Догой) – wieś w Rosji, w Kraju Zabajkalskim, w rejonie mogojtujskim Agińskiego Okręgu Buriackiego. W 2010 liczyła 669 mieszkańców.